# Роже II Сицилиански
Рожер II Сицилиански (на френски: Roger II de Hauteville, на италиански: Ruggero II di Sicilia; * 22 декември 1095, Милето, Калабрия; † 26 февруари 1154, Палермо) от фамилията Отвили, е от 1130 г. крал на Сицилия. Рожер II e високо образован, говори гръцки и арабски. Автор е на правното произведение „Ариански асизи“ (Assise regum regni Sicilie) по примера на Corpus iuris civilis на византийския император Юстиниан I.

## Произход и детство
Той е вторият син на Рожер I (1031 – 1101) и неговата трета съпруга Аделхайд († 1118), дъщеря на маркграф Манфред I от Савона.
След смъртта на брат си Симон през 1105 г., той става граф на Сицилия под регентството на майка си Аделхайд до 1113 г., когато тя се омъжва за Балдуин I, кралят на Йерусалим. През 1117 г. тя е изгонена от него и се връща обратно в Сицилия.

## Управление
Рожер II става един от най-значимите владетели на Средновековна Европа.
От неговите нормански роднини той наследява през 1127 г. Херцогство Апулия (1127) и Таранто (1128), спечелва цяла Сицилия до папските земи.
На Коледа 1130 г. той е издигнат в Палермо за крал на Сицилия. През 1137 г. херцогството и град Неапол стават част от норманското Кралство Сицилия на Рожер II. Той завладява части от Северна Африка. През 1146 г. е владетел на централно Средиземно море.
Рожер II се смята за един от най-богатите владетели на Европа и поддържащ голям харем. По неговото време Сицилия постига голям разцвет. От 1132 до 1140 г. Рожер II построява дворцовата „Капела Палатина“ (Cappella Palatina) в дворец „Палацо Реале“ (Palazzo Reale, Palazzo dei Normanni) в Палермо. През 1143 г. той започва строежа на частната си църква „Ла Марторана“ (Santa Maria dell’Ammiraglio) в Палермо.

### Рожер II в науката и изкуството
Възпитан в космополитната атмосфера на Палермо, от детството си обкръжен от гърци и араби, Рожер II значително се отличава от съвременните му средновековни крале. Той прекрасно говори арабски и гръцки език, които в това време са езиците на науката. През 1140-те години Рожер II кани в Палермо много философи, математици, географи, лекари от арабския свят и Европа, в чиято компания прекарва времето, свободно от държавни дела. Най-известен сред тях е близкият приятел на краля Мохамед ал-Идриси, който по заповед на монарха оглавява комисия, занимаваща се със събиране и систематизация на географски сведения. Комисията издава картата „Развлечение за човека, жадуващ за пълно знание относно различни страни по света“, по-известна с името „Картата на Рожер“ (Tabula Rogeriana), най-значителният и точен географски труд от доколумбовата епоха. Друг несъхранен паметник на географската мисъл на учените на Рожер II е изготвената от сребро планисфера, представляваща релефно изображение на известните тогава земи и морета.
Ал-Идриси свидетелства за Рожер II, че „познанията му по математика и в политическата сфера са неизмеримо широки. Безпределни са неговите познания и в останалите науки, толкова дълбоко и мъдро той ги е изучил във всички подробности. На него принадлежат необичайни открития и чудесни изобретения, подобни на които дотогава не е направил нито един монарх“. При Рожер II именно Сицилия става един от главните научни центрове, където Западна Европа може отново да открие за себе си достиженията на гръцката и арабската научна мисъл.
Рожер II оставя значителни следи и в изкуството. Крупни архитектурни съоръжения, построени с негови средства и при негово непосредствено участие, са катедралата в Чефалу, манастирът „Сан Джовани дели Еремити“ и Палатинската капела в Палермо, представляващи уникален синтез на романска архитектура, гръцка мозайка и арабско приложно изкуство. В неговата епоха, при покровителството на адмирал Георгий Антиохийски, в Палермо е построена Марторана (първоначално св. Мария Адмиралска) – гръцка църква, сред чиито мозайки се намира най-известното изображение и на самия Рожер II – неговата коронация от Христос.

- Интериор на Палатинската капела, построена от Рожер II]
- Куполът на Капела Палатина в Палермо
- Христос Пантократор – знаменита мозайка от апсидата на катедралата в Чефалу

### Погребение
В своето завещание Рожер II иска да бъде погребан в катедралата в Чефалу, където преди време, през 1145 г., са поставени два масивни порфирни саркофага, богато украсени с резба. Въпреки това, след смъртта на Рожер II, неговият наследник, Вилхелм I Злия, взема решение да погребе баща си в столичната катедрала Успение Богородично, а не в Чефалу. Изготвеният за Рожер II палермински саркофаг е значително по-прост от този в Чефалу. Единствената му украса е опората от бял мрамор във формата на коленичили момчета.
Така Рожер II е погребан в катедралата на Палермо, където по-късно е погребан също и неговият внук император Фридрих II.

## Бракове и деца
Рожер II е женен три пъти.
Първи брак: през 1117 година с Елвира Кастилска († 1135), дъщеря на крал Алфонс VI от Кастилия; те имат четирима сина, които умират преди баща си:
- Рожер (1121 – 1148), херцог на Апулия, наместник на баща си на континента и негов предполагаем приемник; без законни деца, той оставя обаче извънбрачен син Танкред ди Лече (1135 – 1194), впоследствие (от 1190 г.) 4-ти крал на Сицилия.
- Танкред († между 1139 и 1143), княз на Бари;
- Алфонсо († 1144), княз Капуа и херцог на Неапол;
- Вилхелм I Злия (1126 – 1166), 2-ри крал на Сицилия от 1154 г.; през 1151 г. сърегент и наследява баща си като крал на Сицилия.

Втори брак: от 1149 г. със Сибила Бургундска, дъщеря на херцог Хуго II от Бургундия; бракът е бездетен, Сибила умира през 1150 г. при помятане.
Трети брак: с Беатрикс дьо Ретел († 1185), дъщеря на граф Гюнтер дьо Ретел; имат една дъщеря:
- Констанс Сицилийска, родена след смъртта на Рожер II; омъжена през 1186 г. за император Хайнрих VI, с което Кралство Сицилия отива на Хоенщауфените.